# I. e. 390-es évek
Évszázadok: i. e. 5. század – i. e. 4. század – i. e. 3. század
Évtizedek: i. e. 440-es évek – i. e. 430-as évek – i. e. 420-as évek – i. e. 410-es évek – i. e. 400-as évek – i. e. 390-es évek – i. e. 380-as évek – i. e. 370-es évek – i. e. 360-as évek – i. e. 350-es évek – i. e. 340-es évek
Évek: i. e. 399 – i. e. 398 – i. e. 397 – i. e. 396 – i. e. 395 – i. e. 394 – i. e. 393 – i. e. 392 – i. e. 391 – i. e. 390